# Solenopsora holophaea
Solenopsora holophaea är en lavart som först beskrevs av Jean François Montagne, och fick sitt nu gällande namn av Gonçalo Antonio da Silva Ferreira Sampaio. Solenopsora holophaea ingår i släktet Solenopsora och familjen Catillariaceae.   Inga underarter finns listade i Catalogue of Life.

## Källor

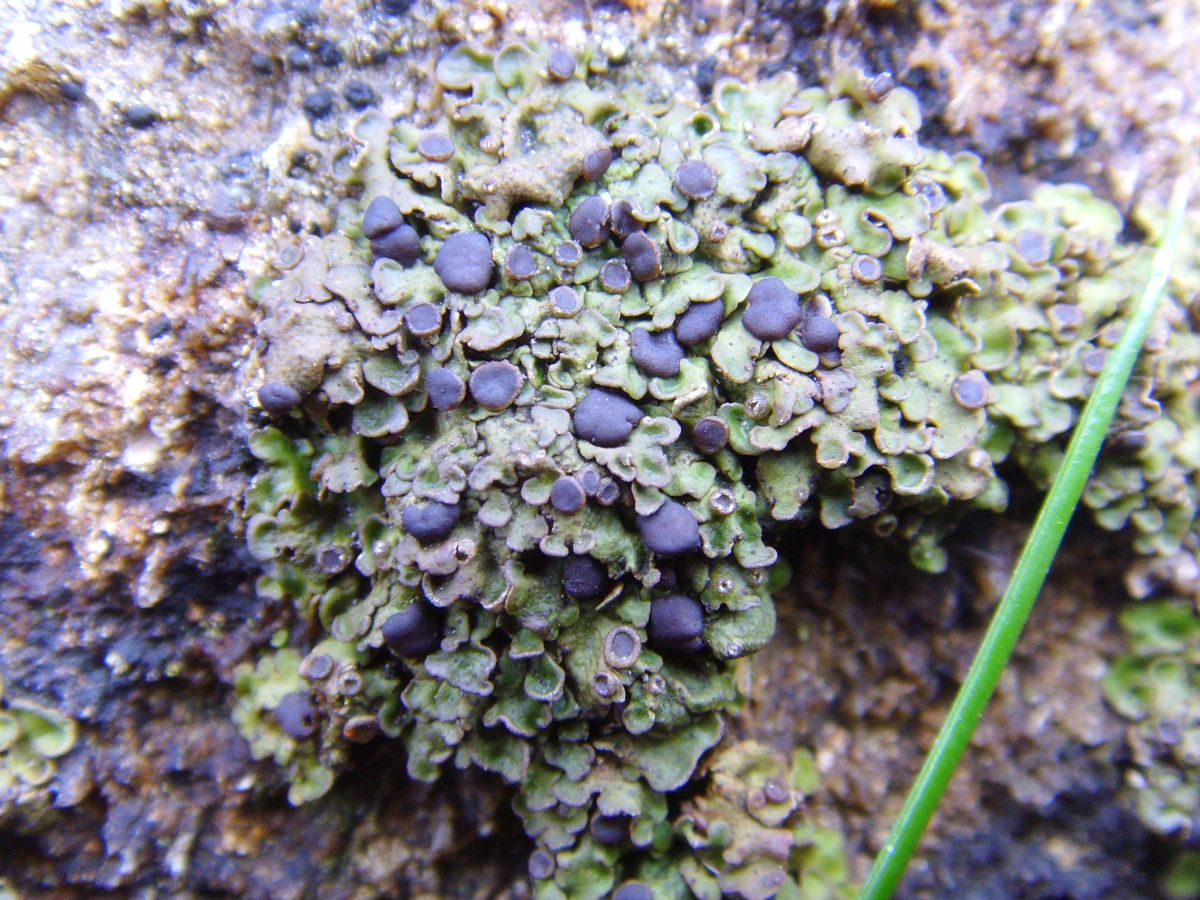